# Roverandom
Roverandom es un cuento infantil del escritor británico J. R. R. Tolkien. El relato fue concebido en 1925, como un cuento narrado por Tolkien a sus propios hijos John (ocho años) y Michael (cinco) durante unas vacaciones. Tolkien hizo un primer intento de publicarlo en 1936, tras el éxito de El hobbit; pero finalmente no vio la luz hasta 1998, de forma póstuma. La edición publicada del cuento está prologada y anotada por Christina Scull y Wayne G. Hammond, e ilustrada con cinco dibujos para la historia originales del propio Tolkien.
Narra la historia de un perrito llamado Rover que muerde a un brujo, por lo que éste le castiga convirtiéndole en juguete. Un niño compra ese juguete, pero lo pierde en la playa. Entonces, el hechicero de la arena le hace vivir aventuras desde la Luna hasta el fondo del mar.
En contra de lo que pudiera parecer por el argumento y enfoque infantiles de Roverandom, se trata de una literatura con diversos estratos de lectura: puede ser disfrutada desde por niños espabilados de ocho o diez años (que leerán una historia divertida y aprenderán más vocabulario que con un libro infantil actual al uso) hasta por estudiosos de filología o mitología, que descubrirán un texto entretejido de frecuentes alusiones veladas a la propia vida familiar de Tolkien y de sus hijos, a los que el relato iba originariamente dirigido; a otros cuentos infantiles, como los de Edith Nesbit; a hechos reales de los precisos días en que el cuento fue escrito, como un «fallido» eclipse de Luna; a los idiomas y su fonología, que era el campo de estudio predilecto de Tolkien; y, por supuesto, a las distintas mitologías: griega, celta, nórdica, o, incluso, la propia de Tolkien.
Roverandom, además de su relevancia propia como relato infantil, es importante para conocer los antecedentes de la obra mayor de Tolkien, por su creación casi inmediatamente anterior en el tiempo a la de El hobbit, una de sus obras más conocidas e interesantes.

## Personajes

### Principales
| Nombre                     | Raza                  | Resumen |
| -------------------------- | --------------------- | --- |
| Rover(andom)               | Perrito               | Protagonista del cuento. Un cachorrito blanco con las orejas negras. Se presenta como un perrito bastante brusco e irritable, por lo que enfada a Artajerjes, que le convierte en un perro de juguete para castigarlo. |
|                            |                       | |
| Artajerjes                 | Brujo                 | El brujo que se encuentra a Roverandom mientras anda de vacaciones. Viste sombrero verde con una pluma azul. Procede de Persia, pero se perdió y ahora vive en Pershore.                                               |
|                            |                       | |
| Psámatos Psamátides        | Hechicero de la arena | El líder de todos los hechiceros de la arena, también llamados psamatistas, viejo y sabio. Es descrito del tamaño de un perro grande, y muy feo: orejas largas y como palos, brazos cortos, barriga gorda.             |
|                            |                       | |
| El Hombre de la Luna       | Brujo                 | El más grande de todos los brujos, un viejo amable que vive en la Luna con su perro Rover. Llama Roverandom al protagonista para distinguir a los dos Rover.                                                           |
|                            |                       | |
| Rover, el perro de la Luna | Perrito               | El perrito del Hombre de la Luna, con el mismo nombre que el protagonista. |
|                            |                       | |
| Rover, el perro del mar    | Perrito               | El perrito del Rey del Mar, también con el mismo nombre que el protagonista. |
|                            |                       | |

### Secundarios
| Nombre                      | Raza             | Resumen |
| --------------------------- | ---------------- | --- |
| Tinker                      | Gato             | El gato que vive con Rover en la casa, antes de que éste se convierta en juguete.                                                                      |
|                             |                  | |
| Abuela                      | Mujer            | Dueña original de Rover; y a la vez abuela de Dos. |
|                             |                  | |
| Dos                         | Niño             | El hijo mediano de la familia en la que recala Rover como juguete, y que lo recibe como regalo. Obvio alter ego de Michael, el hijo mediano del autor. |
|                             |                  | |
| Mew                         | Gaviota          | Gaviota que lleva a Roverandom, por órdenes de Psámatos, hasta la Luna a lo largo de la senda plateada que deja esta sobre el mar cuando riela.        |
|                             |                  | |
| El Gran Dragón Blanco       | Dragón           | Un dragón pendenciero y camorrista que vive en la Luna y causa sus eclipses con el humo de su aliento.                                                 |
|                             |                  | |
| Uin                         | Ballena          | Gran ballena que lleva a Rover hasta el fondo del mar.                                                                                                 |
|                             |                  | |
| La Antigua Serpiente de Mar | Serpiente marina | Gran serpiente que vive en el fondo del mar y es responsable de las tempestades.                                                                       |
|                             |                  | |

## Sinopsis

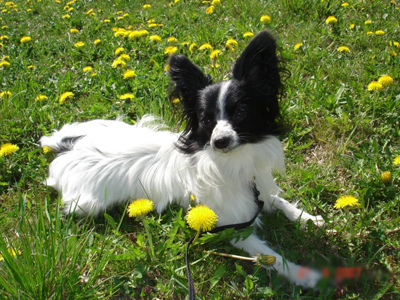
Un perrito de raza spaniel continental enano de compañía, variedad papillón, blanco con las orejas negras, como podría haber sido Rover antes de ser transformado en juguete.

### En Inglaterra
Rover es un pequeño cachorrito juguetón pero un poco malhumorado, que juega con una pelota en el jardín de su casa, en Inglaterra. Un hombre de aspecto desaliñado le coge la pelota con intención de bromear con él, pero Rover reacciona de forma un tanto agresiva, mordiendo al visitante los pantalones. El visitante, que en realidad es un brujo llamado Artajerjes, se enfada por la reacción de Rover, y le castiga transformándolo en juguete. Rover ve el mundo crecer a su alrededor, pues ahora es muy pequeño, y además no puede moverse apenas. Siente miedo al pensar, entre otras cosas en Tinker, el gato de la casa.
Alguien recoge a Rover y le lleva al escaparate de una tienda de juguetes, de donde es comprado por una señora para regalárselo a su hijo mediano (mencionado como «Dos»), al que le gustan mucho los perritos. Rover descubre que por la noche sí se puede mover, como los juguetes de cuento que cobran vida al anochecer, aunque lo hace con dificultad por su pequeño tamaño. Recorre la casa con intención de escaparse, pero no logra encontrar por donde, porque todas las puertas están cerradas.
Al día siguiente, los hermanos van, antes de desayunar, a jugar a la playa, y Dos se lleva a Rover en el bolsillo. Rover se desliza fuera y cae a la arena. Al principio se alegra de haber escapado, pero pronto le atemoriza la soledad y la marea que sube hacia donde se encuentra sin poder moverse ni ladrar.

### En la Luna
El pequeño Rover viaja en el lomo de la gaviota Mew, un ave que se lleva a Rover a la luna. mientras van viajando por encima del inmenso mar, observan la isla de los perros lugar donde van todos los perros a comer y roer huesos que crecen en el árbol de los huesos. Llegan al final del mar, al fin del mundo y viajan directo a la luna lugar donde encuentran al Hombre de la Luna, un brujo que habita la luna en compañía de su pequeño perro de la luna, rover. Ambos se conocen y empiezan a tener aventuras juntos y el Hombre de la Luna les dice que no se alejen porque en el lado claro de la luna hay todo tipo de criaturas peligrosas, el Hombre de la Luna les da un par de alas a ambos perros y como ambos se llamaban rover, el Hombre de la Luna bautiza al Rover de la tierra como Roverandom.

## Creación del cuento

### Origen de la historia
Tolkien acostumbraba desde siempre a narrar historias a sus propios hijos, por los motivos más diversos. Por ejemplo, cada año desde 1920 redactaba por Navidad una «carta de Santa Claus» (recopiladas póstumamente en el libro The Father Christmas Letters). En otras ocasiones entretenía a los niños con las aventuras de un canalla llamado «Bill Stickers» (‘Guille Pegatinas’) y de su adversario «Major Road Ahead» (‘carretera principal adelante’ o ‘Mayor Carretera Adelante’, un juego de palabras); o les contaba historias de un muñeco de trapo llamado Tom Bombadil, que mucho más tarde reaparecería en El Señor de los Anillos como uno de los personajes más misteriosos del libro. Todas estas piezas eran narradas o escritas en un estilo muy sencillo y sin mayor intención literaria que el puro entretenimiento de sus hijos.
El origen de Roverandom se remonta a septiembre de 1925, cuando la familia Tolkien (compuesta en aquellos momentos por Ronald, su esposa Edith; y sus hijos John, de ocho años; Michael, de cinco; y el pequeño Christopher, de menos de un año de edad) estaba de vacaciones en Filey, un pequeño pueblecito de Yorkshire (actualmente Yorkshire del Norte), al noreste de Inglaterra. Estaban celebrando el puesto conseguido por Ronald en la cátedra de anglosajón Rawlinson y Bosworth de la Universidad de Oxford, y descansando para el duro curso que se avecinaba: Tolkien tendría que compatibilizar durante dos semestres este nuevo puesto con el anterior en la Universidad de Leeds, lo que implicaba sacar adelante dos empleos simultáneamente.

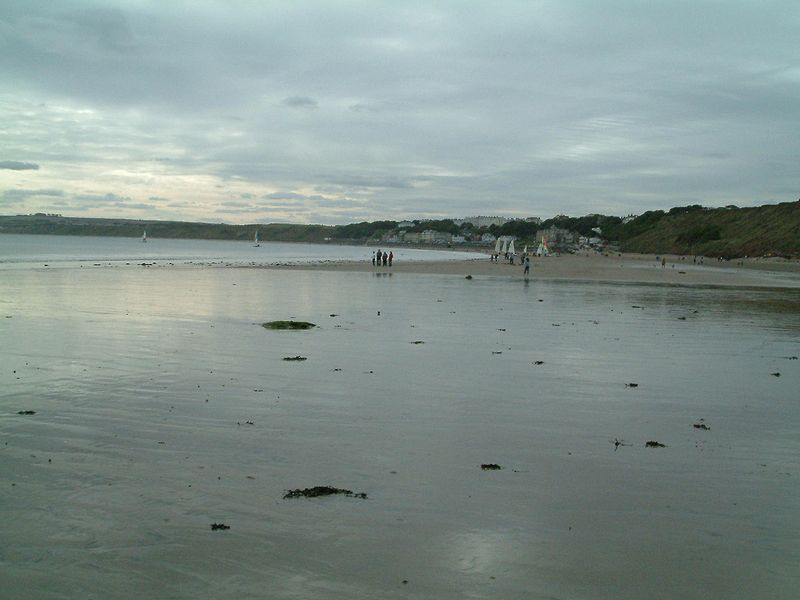
Playa de Filey, en la que el pequeño Michael Tolkien perdió su perrito de juguete.

Michael estaba muy encariñado aquel verano de uno de sus juguetes: un perrito en miniatura, de plomo pintado de blanco y negro. Desafortunadamente, un día paseando por la playa con su padre, lo dejó en el suelo para jugar y lo perdió. Aunque Ronald y sus dos hijos mayores pasaron horas buscándolo, no fue posible recuperarlo, por lo que Tolkien imaginó la historia que hoy conocemos como Roverandom para consolar al pequeño Michael.
Dos sucesos guardados en su recuerdo por John asociados a la narración certifican que la historia existía como cuento oral ya en Filey: en primer lugar, una hermosa salida de la Luna con un rastro plateado rielando sobre el mar de Filey que fácilmente puede identificarse con el viaje de Rover a la Luna montado sobre él; y en segundo lugar, más identificable aún, un duro temporal que azotó la costa durante el cual su padre les contaba historias para tranquilizarles. Ese temporal puede ser datado con exactitud el 5 de septiembre de 1925 por los informes meteorológicos, lo que puede valer para dar una fecha a la aparición de la historia.

### Composición
En algún momento del tiempo posterior al verano de 1925, Tolkien fue trasladando esta historia infantil imaginada y narrada al papel. No existe ningún original fechado que permita saber en qué momento Roverandom existe ya como obra literaria. Sí existen, sin embargo, cinco dibujos del propio Tolkien que ilustran la historia; y el primero de ellos tiene fecha del mismo 1925, posiblemente en Filey. La referencia escrita más temprana sobre la historia es del propio Tolkien en su diario: en 1926 escribió que la historia iba creciendo según la narraba, pero debía referirse a una versión oral, que habría presentado a sus hijos en las navidades de ese año.

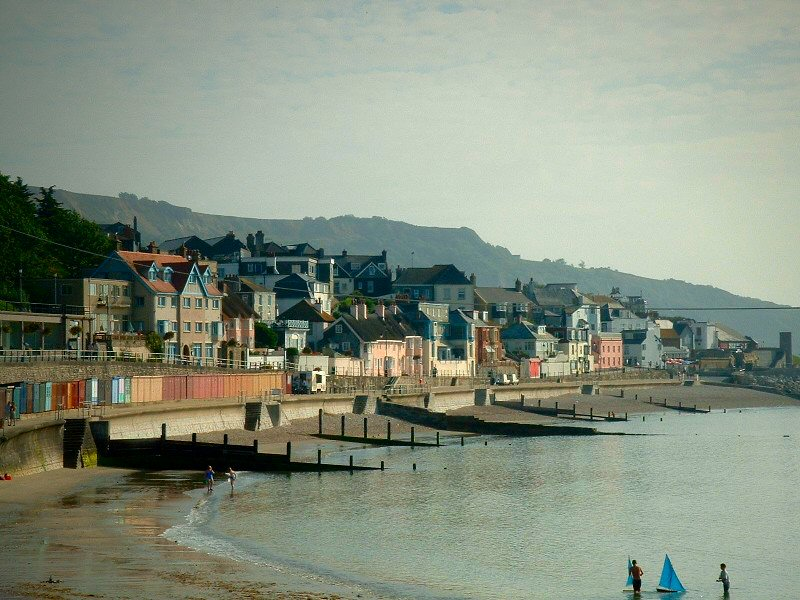
Playa de Lyme Regis, en Dorset, donde la familia Tolkien se fue de vacaciones en 1927.

Los otros cuatro dibujos ilustran inequívocamente el cuento, y están fechados en 1927, año en el que la familia Tolkien volvió a irse de vacaciones a la playa, y a un lugar parecido: Lyme Regis, en Dorset. Es plausible pensar que Tolkien dibujó las ilustraciones a la vez que ponía en papel la historia imaginada un par de años atrás en un ambiente similar. Otra razón que debe hacer pensar en 1927 como el año de redacción definitiva de Roverandom es que Tolkien menciona al personaje conocido como el Hombre de la Luna en la carta de Papá Noel de ese año, como invitado de Santa Claus al Polo Norte, y que en ella se narra un episodio de eclipse lunar provocado por dragones, por fuerza mentalmente relacionado con el que se narra en esta historia. Esas mismas navidades debió acabar Tolkien el primero de los cuatro originales de la historia que se conservan en la Biblioteca Bodleiana: un manuscrito incompleto («versión 1»), compuesto de veintidós páginas apresuradamente escritas, hasta el punto de tener pasajes difícilmente legibles, y al que le falta el primer capítulo y medio. Un evento más permite confirmar la datación: la referencia en el texto a «un eclipse de luna fracasado», que fue como The Times calificó al que se produjo el 8 de diciembre de 1927, pero no pudo observarse por las nubes.
Los otros tres originales del texto, más tardíos, son mecanográficos, y contienen mejoras y ampliaciones numerosas, pero ninguna modificación radical del argumento. El título Roverandom aparece por primera vez en la «versión 2», a mano sobre el título mecanografiado previamente: The Adventures of Rover (‘las aventuras de Rover’). Esta versión, completa en treinta y nueve páginas, a pesar de ser mecanográfica, se percibe apresurada: numerosas correcciones y enmiendas a mano, falta de formato y signos de puntuación... claramente un documento de trabajo. La principal variación respecto a la «versión 1» se encuentra en la ampliación del final del cuento, cuando Rover recupera su tamaño original.
La «versión 3», el segundo texto mecanografiado, consta únicamente de nueve hojas, que corresponden al primer capítulo y parte del segundo, interrumpiéndose abruptamente al empezar la luna a mostrar su «senda sobre el agua». Incorpora las correcciones que en la «versión 2» están a mano, y otras adicionales. En comparación con la versión anterior, su factura es muy pulcra, lo que parece indicar que Tolkien preparaba ya un texto final para presentarlo a George Allen & Unwin, su editorial, posiblemente en 1936.
La «versión 4», el tercer texto mecanográfico, completo en sesenta hojas cuidadosamente presentadas, ya incorpora la división del cuento en capítulos y otros detalles menores; y fue, seguramente, la versión enviada a la editorial, junto con otros borradores (El señor Bliss y Egidio, el granjero de Ham, probablemente), para su evaluación, en respuesta a la invitación que Stanley Unwin remitió a Tolkien para que presentara otras historias infantiles para su publicación, pues El hobbit ya estaba en imprenta con muy buenas perspectivas, y deseaba continuar ese éxito. Rayner Unwin, el jovencísimo (11 años) hijo del editor, evaluó positivamente la historia el 7 de enero de 1937 («bien escrita y divertida»), pero a pesar de ello no se publicó, pues el inmediato éxito de El hobbit la eclipsó completamente, y llevó a Unwin a pedir a Tolkien «una continuación, con más cosas sobre hobbits y todo lo demás». Esa secuela se tituló El Señor de los Anillos, y le ocupó a Tolkien casi veinte años de trabajo.

### Ilustraciones
Tolkien daba gran importancia al dibujo y la pintura, a los que era aficionado desde la niñez y practicó con intensidad en su época de estudiante. Nunca abandonó esa afición, aunque la guerra y otras tareas la habían interrumpido. Sin embargo, hacia 1925 volvió a dibujar con regularidad, y uno de los primeros resultados fueron las cinco ilustraciones para Roverandom mencionadas en el apartado anterior, que son:
- «Paisaje lunar», un dibujo hecho a lápiz coloreado fechado en 1925, y pintado quizá durante las vacaciones en Filey. Ofrece una imagen de la Luna bastante fiel al texto: árboles azules, amplios espacios abiertos, altas y picudas montañas... El título está escrito directamente bajo el dibujo en una versión temprana del tengwar, una de las escrituras élficas inventadas por Tolkien.
- «El Dragón Blanco persigue a Roverandom y al Perro de la Luna», dibujo a pluma y tinta fechado en 1927, pintado en Lyme Regis y dedicado a John. En él aparecen el dragón, los dos perros alados, una de las arañas de la Luna y una mariposa. Tolkien utilizó este mismo dragón en su mapa titulado Tierras Ásperas de El hobbit, y esta misma araña en su dibujo del Bosque Negro.
- «Jardines del Palacio de Merking», una espléndida acuarela fechada en 1927 y pintada en Lyme Regis. En ella aparece la ballena Uin sobre el jardín subacuático. «Merking» quedó como «mer-king» en el texto final del cuento.

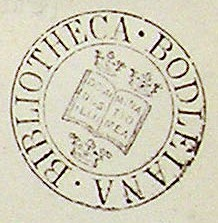
Sello de la Biblioteca Bodleiana de Oxford.

- «Casa donde “Rover” empezó sus aventuras como “juguete”», acuarela fechada en 1927, pintada en Lyme Regis y dedicada a Christopher. Aparentemente esta ilustración no guarda mucha relación con el texto, aunque se pueda intuir la presencia de Rover y Tinker tras dos cerdos: se representa una granja cercana al mar, y en ningún lugar del cuento se especifica que Rover viviera en una granja, y sí, en cambio, que jamás había visto el mar. Se puede especular con que esta acuarela haya sido reaprovechada y no fuera concebida originalmente para ilustrar el cuento.[2]
- Un dibujo a pluma y tinta sin título en el que aparece Rover llegando a la Luna en la gaviota Mew, con la inscripción «1927-8». Mientras que las otras cuatro ilustraciones aparentan estar elaboradas y completas, esta es una obra mucho menor. La Luna aparece como un lugar árido y lleno de acantilados, lo que nuevamente contradice el texto.

Los originales de estos cinco dibujos se encuentran en la Biblioteca Bodleiana de la Universidad de Oxford, y fueron publicados por primera vez en el libro J. R. R. Tolkien: artista e ilustrador (1995), de los mismos estudiosos más tarde responsables de la edición de Roverandom, Christina Scull y Wayne G. Hammond.
Tolkien demuestra en estos dibujos su técnica con las acuarelas, la tinta de color y el lápiz; y su estilo influido por los grabados japoneses, aunque con una visión particular de la línea y el color. Sin embargo, como estos dibujos y pinturas no fueron concebidos como ilustraciones para un cuento, adolecen de deficiencias en este sentido: tienen problemas de formato y son irregulares en cuanto a técnicas y calidad. Además no acompañan de manera acompasada al argumento de la historia, lo que implica que no estén distribuidas uniformemente a lo largo de las páginas del libro.

### Edición y publicación
En enero de 1998, la editorial HarperCollins decidió publicar el cuento, incluyendo también las cinco ilustraciones de Tolkien para la historia, en una edición a cargo de Christina Scull y Wayne G. Hammond, que incluye una estudiada introducción de estos autores. Esta edición aparece dedicada a la memoria de Michael Tolkien, el hijo del autor que inspiró la historia, fallecido en 1984.  La portada y la contraportada de la sobrecubierta (se trata de una edición en tapa dura) están ilustradas respectivamente con las acuarelas «Jardines del Palacio de Merking» y «Casa donde “Rover” empezó sus aventuras como “juguete”».
HarperCollins ha tirado también dos ediciones en rústica de esta historia: la primera de agosto de 1998, con los «Jardines del Palacio de Merking» en la portada, y la segunda de septiembre de 2002, con una cubierta negra con un dragón y una luna esquemáticos en ella. Existe también una versión narrada en audiolibro a cargo de Sir Derek Jacobi, con una duración de dos horas y media y publicada también por HarperCollins en dos cintas de casete en octubre de 1998, y en dos CD el 3 de noviembre de 2003.
La editorial Minotauro publicó la misma primera edición de la obra en abril de ese primer año 1998 traducida al español. La primera reimpresión de esta edición se produjo en octubre de 2002. Esta edición española respeta la original hasta en formato y cubierta.

## Características estilísticas y literarias
Roverandom es, como el resto de las historias infantiles de Tolkien de la misma época, una narración bastante rudimentaria en estructura: consta de tres episodios desarrollados cada uno en un escenario diferente (en Inglaterra, en la Luna y bajo el mar), y marcados cada uno de ellos por la presencia de un mago distinto (Psámatos, el Hombre de la Luna y Artajerjes). Los tres episodios tienen pesos similares y el único hilo conductor a través de ellos es la presencia de Rover, el perrito protagonista.
Resulta llamativa, por contraposición a la trayectoria posterior del autor, la presencia de numerosos elementos que se podrían adjudicar al cuento de hadas clásico de los hermanos Grimm, Perrault o Andersen: gnomos lunares que montan conejos y preparan buñuelos con copos de nieve, o hadas marinas que conducen coches de caracolas tirados por pequeños peces. Esto señala que Tolkien no había formado la resuelta antipatía hacia el cuento de hadas que demostró una década más tarde en su conferencia de 1939 en la Universidad de St. Andrews titulada Sobre los cuentos de hadas.
La impresión anterior se refuerza por la utilización en el texto de vocablos infantiles, como tummy por stomach («estómago») o uncomfy por uncomfortable («incómodo»). Sin embargo, también podemos encontrar a lo largo del cuento palabras poco habituales en el vocabulario infantil, como paraphernalia («parafernalia») o phosphorescent («fosforescente»), utilizadas por Tolkien con la idea de que los niños no debían ser resguardados de las expresiones «de adultos», ya que es más probable ampliar el vocabulario en contacto con uno rico y complejo que si limitamos a los niños a uno plano e infantilizado.
Otras características lingüísticas del cuento son el uso frecuente de onomatopeyas y aliteraciones, como yaps and yelps («ladridos y aullidos»), yammers and yowls («lamentos y alaridos»), growling and grizzling («gruñendo y gimoteando»), whickering and whining («bufando y aullando»), snickering and snarling («riéndose por lo bajo y gruñendo»), mumping and moaning («mascullando y quejándose»)... y también homónimos, como Persia y Pershore o sucesiones de tonterías con sonido impresionante, como Psamatos Psamátides, el psamatista: con la raíz griega psammos («arena»), algo así como «Arenoso, hijo de Arenoso, el experto en arena».

### Fuentes literarias

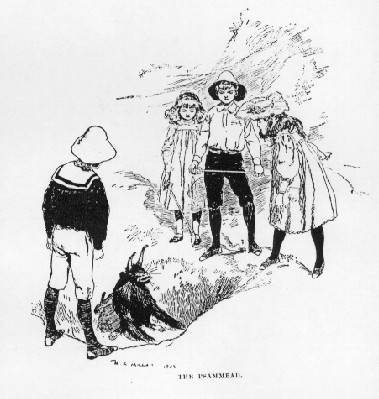
Portada del cuento Cinco niños y esto (1902), de Edith Nesbit.